# Vorlage
Vorlage è un termine della lingua tedesca (letteralmente: "copia", "modello", "schema") utilizzato come termine tecnico dai biblisti per indicare un documento che funge da fonte per un altro, successivo. Tipico esempio è la Vorlage ebraica della Settanta, per indicare il testo ebraico da cui i settantadue copisti alessandrini avrebbero tradotto la Bibbia in greco. Altro esempio è il Vangelo di Marco, dichiarato Vorlage di Matteo e di Luca.